# Pseudogen
Pseudogen – fragment kwasu deoksyrybonukleinowego, który – mimo podobieństwa do genów – nie jest funkcjonalny, tzn. nie koduje białek. Pseudogeny powstają w wyniku dezaktywacji genów danego gatunku w wyniku długotrwałej akumulacji mutacji.